# Gulf Air

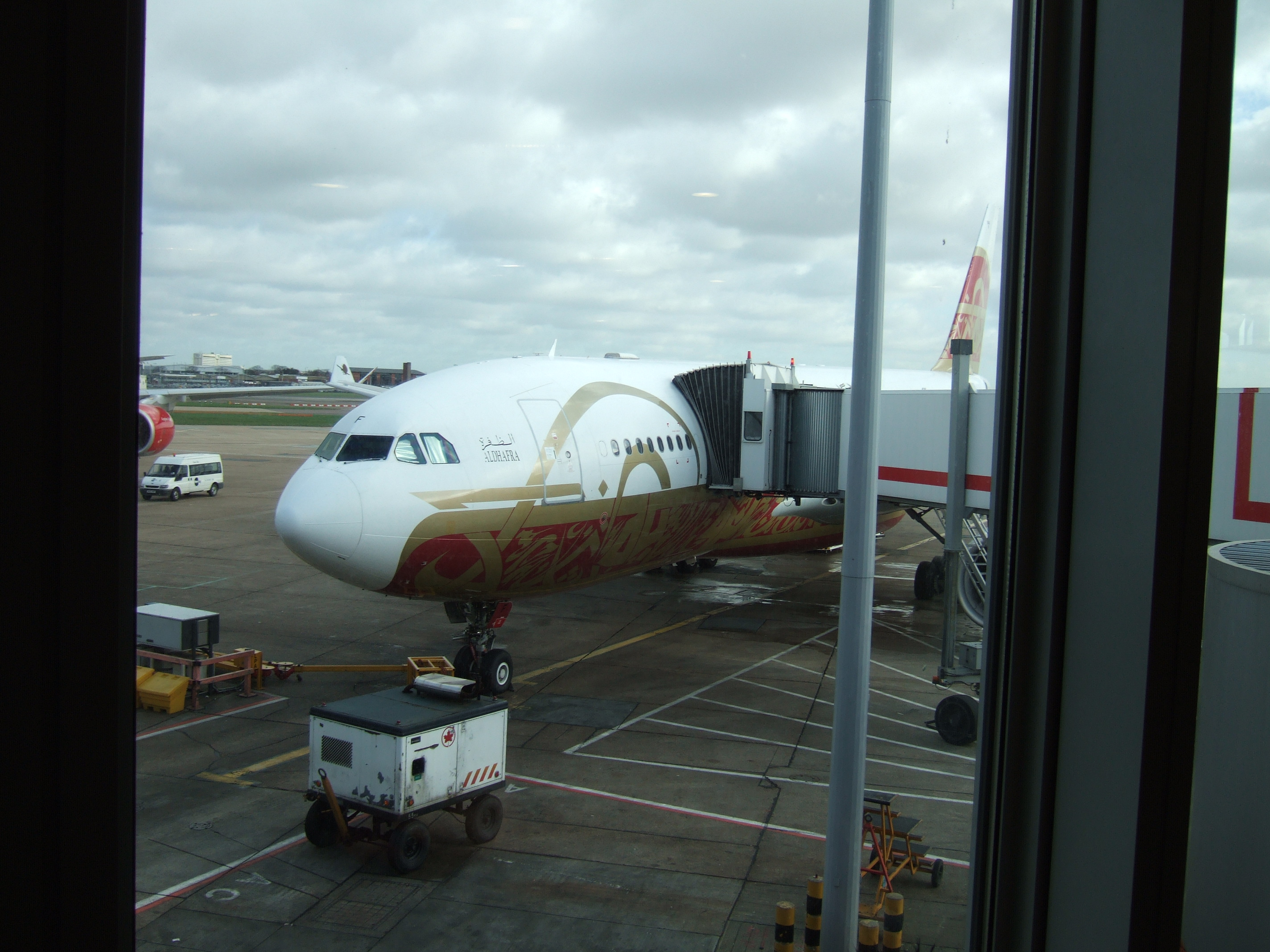
Airbus A330-200 авиакомпании Gulf Air

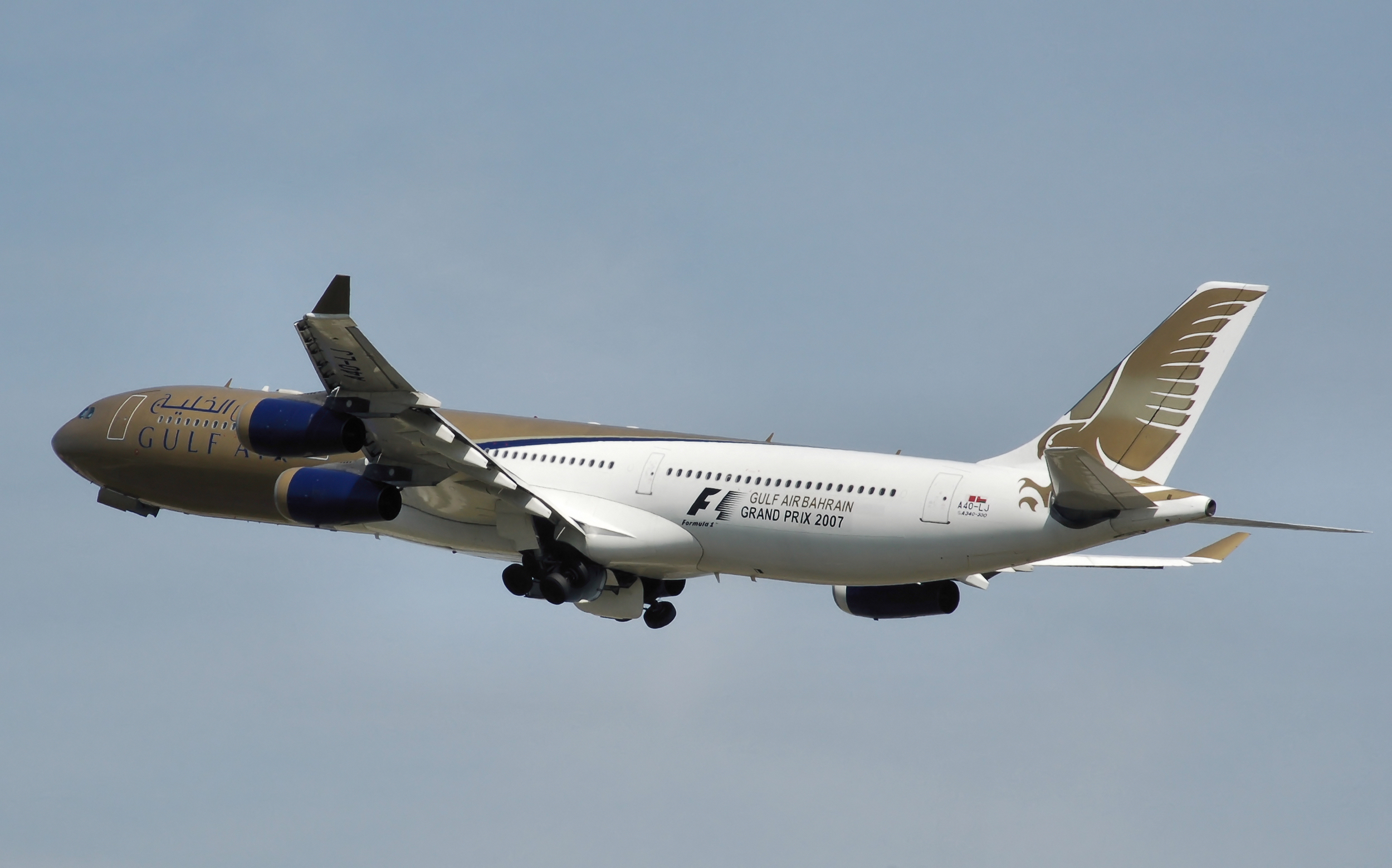
Airbus A340-300 авиакомпании Gulf Air

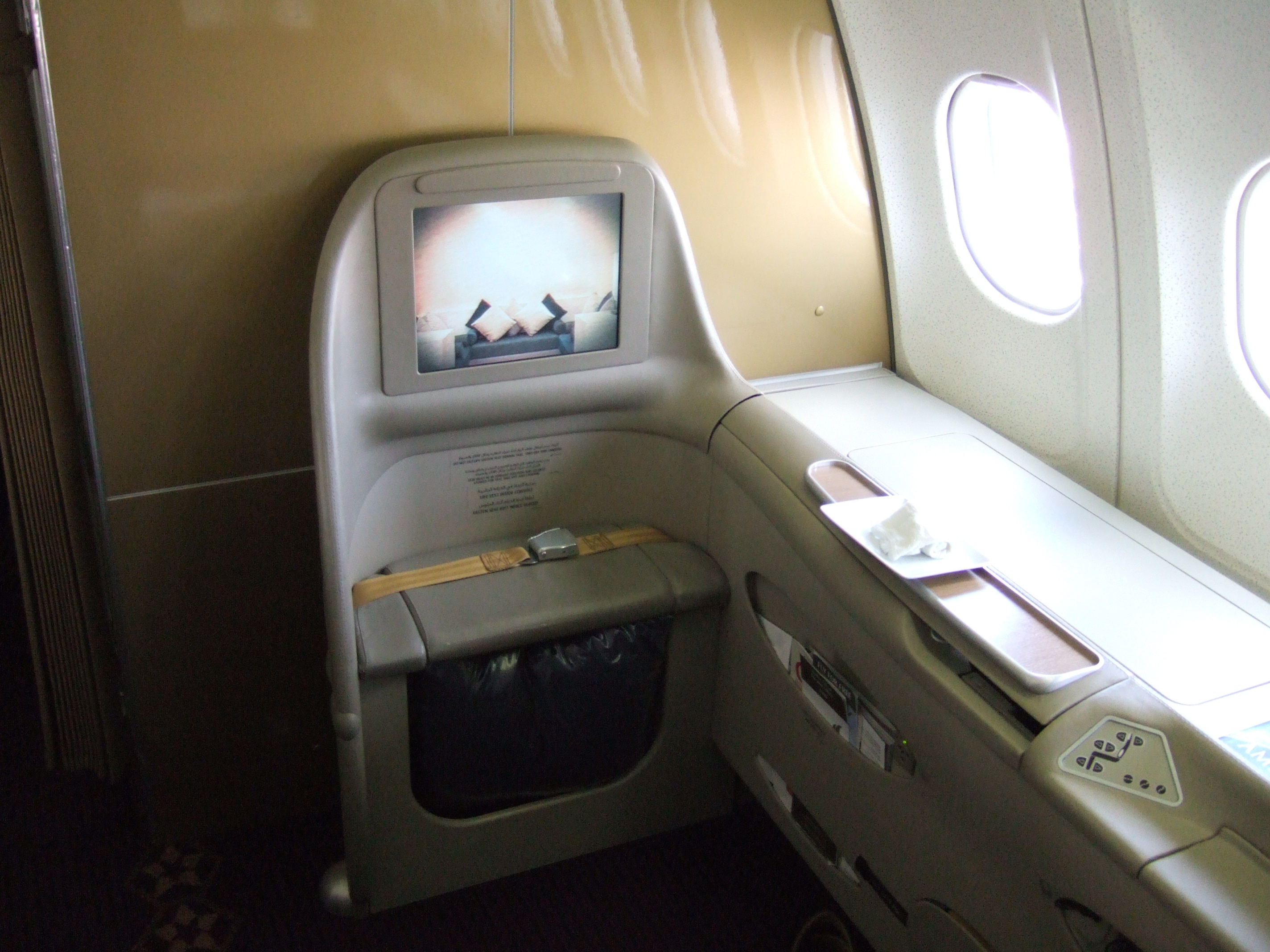
Первый класс в самолёте авиакомпании Gulf Air

Gulf Air («Галф Эр», араб. طيران الخليج‎ Ṭayarān al-Ḫalīǧ) — флагманская авиакомпания королевства Бахрейн. До расцвета Emirates была самой большой на Ближнем Востоке. У этой авиакомпании более 40 направлений включая Африку, Азию, Европу, Ближний Восток и Дальний Восток. Основной базой является Международный аэропорт Бахрейна. На логотипе компании изображён золотой сокол. Авиакомпания также является спонсором Гран-при Бахрейна.

## Флот
На июль 2024 года флот состоит из: